# Бачка паланка
Бачка паланка (на сръбски: Бачка Паланка или Bačka Palanka, на словашки: Báčska Palanka; на унгарски: Bácspalánka; на немски: Plankenburg) е град в Сърбия, Автономна област Войводина, Южнобачки окръг, административен център на община Бачка паланка.
Градът се намира в историческата област Бачка.
Според преброяването на населението през 2002 година Бачка паланка има 29 449 жители, а общината – 60 966 души.

## Спорт
Градът е известен с футболния клуб „Бачка“.